# 212
212 (CCXII) var ett skottår som började en onsdag i den julianska kalendern.

## Händelser

### Okänt datum
- Kejsar Caracalla utfärdar Constitutio Antoniniana, vilken innebär, att alla fria män i Romarriket skall bli romerska medborgare.
- Praetorianprefekten Papinianus och andra, som vägrar försvara Caracallas mord på sin bror Geta, avrättas.
- Byggandet av Caracallas termer påbörjas i Rom.
- Edessa blir en romersk provins.

## Avlidna
- Serenus Sammonicus, romersk poet och läkare
- Papinianus, romersk jurist och praetorianprefekt under Septimius Severus
- Xun Yu, rådgivare till Cao Cao